# سنت حولیا ده لوریا
سنت حولیا ده لوریا (به لاتین: Sant Julià de Lòria) یک پریش در آندورا با جمعیت ۹٬۲۰۷ نفر است.